# Terminalia namorokensis
Terminalia namorokensis är en tvåhjärtbladig växtart som beskrevs av Joseph Marie Henry Alfred Perrier de la Bâthie. Terminalia namorokensis ingår i släktet Terminalia och familjen Combretaceae. Inga underarter finns listade i Catalogue of Life.